# Cedofeita
Cedofeita est une ancienne freguesia de Porto qui, par la loi du 28 janvier 2013, a été fusionnée dans l'Union des Freguesias de Cedofeita, Santo Ildefonso, Sé, Miragaia, São Nicolau et Vitória.

## Personnalités
- Humberto Coelho, footballeur portugais
- Rita Fontemanha, footballeuse portugaise
- Mário de Araújo Cabral, pilote automobile portugais
- António Rodrigo Pinto da Silva, botaniste portugais
- Jorge Nuno Pinto da Costa, président du FC Porto